# Tjållårjaure
Tjållårjaure är en sjö i Gällivare kommun i Lappland och ingår i Luleälvens huvudavrinningsområde. Sjön har en area på 0,436 kvadratkilometer och ligger 582 meter över havet. Tjållårjaure ligger i Sjaunja Natura 2000-område. Sjön avvattnas av vattendraget Sjaunjaätno.

## Delavrinningsområde
Tjållårjaure ingår i det delavrinningsområde (749427-164929) som SMHI kallar för Utloppet av 749191-164802. Medelhöjden är 623 meter över havet och ytan är 8,62 kvadratkilometer. Det finns inga avrinningsområden uppströms utan avrinningsområdet är högsta punkten. Sjaunjaätno som avvattnar avrinningsområdet har biflödesordning 2, vilket innebär att vattnet flödar genom totalt 2 vattendrag innan det når havet efter 325 kilometer. Avrinningsområdet består mestadels av skog (50 procent), sankmarker (17 procent) och kalfjäll (18 procent). Avrinningsområdet har 0,44 kvadratkilometer vattenytor vilket ger det en sjöprocent på 5,1 procent.